# おーい、ニッポン
『おーい、ニッポン』は、NHK衛星第2テレビ（デジタル放送は16:9のワイドサイズ）で1998年から2009年まで放送された特別番組のシリーズ。

## 概要
1998年から日本列島全都道府県の町、人、食、地域文化、伝統芸能などの魅力を毎回1都道府県ずつ取り上げて、朝から夜にかけての長時間にわたって多元生中継していた。1巡目は全編現地から放送されていたが、2巡目あたりからスタジオ進行は東京からになり、取り上げる都道府県にゆかりのある有名人がゲスト登場した。2003年の放送で全国47都道府県を制覇し（1巡目の最初の放送は富山県で、最後は2004年2月放送の東京都である。北海道は夏編、道東編、冬編の全3回の放送があったため、1巡目の放送回数は50回である）、2004年から第2巡目の放送がスタートした。2巡目（第1回目は佐賀県）からはハイビジョン制作となっているが、実際には1巡目最後2004年2月放送の東京都から開始されていた。
この番組では取り上げる都道府県にあるCATVも参加し、VTR提供やレポーターが生出演したこともあった。また、放送当日までに1週間にわたり、BS2でその都道府県に関連した番組が「（都道府県名）セレクション」として放送されていた。
2巡目では全都道府県制覇をすることなく、2009年11月8日の高知県の回を最後に打ち切りとなった。
2020年5月からはラジオ第一「らじるラボ」にて本番組でレポーターを務めた徳田章の進行で毎回一つの都道府県を紹介する「おーい、ニッポン・プチ」コーナーが行われており、本番組一巡目にて制作された県のうた楽曲の特集企画も行われた。2022年9月をもって終了。

## 出演者

### 司会
1巡目
- スタジオ司会
  - 永井美奈子（フリーアナウンサー、元日本テレビアナウンサー）
  - 上田早苗（NHKアナウンサー）

2巡目
- 総合司会
  - 石澤典夫（NHKアナウンサー）
  - 国井雅比古（NHKアナウンサー）
- サブ司会（応援担当）：NHK女性アナウンサーが担当。放送する県に縁のある人物が登場するのが原則となっている。

### FAX・メール担当
- 常世晶子（元岩手めんこいテレビアナウンサー）（ - 2004年2月）
- 田村裕（2004年3月 - 2005年2月）
- 優木まおみ（2005年5月 - 2008年2月）

2008年4月以降は、回ごとに、テーマの地域のNHK放送局の女性アナウンサー、キャスター、リポーターが担当していた。
- 2008年4月20日「福島県」- 佐々木里佳（NHK福島キャスター・リポーター）
- 2008年6月1日「京都府」- 楠井まどか、中山奈奈恵（NHK京都キャスター）
- 2008年10月5日「栃木県」- 松本慶子、松浦千佳（NHK宇都宮キャスター・リポーター）
- 2009年3月1日「東京都」- 小林千恵アナウンサー

### キャラバンカー

#### とことん号（1巡目）
- 石塚英彦（ホンジャマカ）
- 野中りえ

#### どこでも号（2巡目）
- 小倉久寛
- 伊藤雄彦（NHKアナウンサー）
- 大蔵哲士（NHKアナウンサー）

### 中継
中継出演者は放送回により異なる。
1巡目
- 徳田章（NHKアナウンサー）- 特別通信員。
- 常世晶子
- ダニエル・カール
- きゃんひとみ
- 北原雅樹（グレートチキンパワーズ）
- 穴井夕子
- 竹内海南江

ほか
2巡目
- 阿藤快
- 磯山さやか
- 遠藤久美子
- 大八木淳史
- かつみ♥さゆり
- 熊田曜子
- 中山エミリ
- 山田まりや

ほか

### 音楽関連

#### 1巡目「県のうた」
- 秋元康（プロデュース）

#### 2巡目「ふるさとラプソディー」
- 千住明（編曲）
- 吉松隆（編曲）
- 円光寺雅彦（指揮）

ほか

## 歌企画

### 県のうた
1巡目時代は「あなたが歌う県のうた」として、秋元康が各都道府県ごとにその県の歌をプロデュースし、その都道府県の県庁所在地のNHK放送局で一般参加者の中からオーディションを行い、最終選出された参加者がその県の歌を歌うというプロジェクトを敢行した。番組内でオーディションの模様などが紹介された後、当日生中継で歌が発表されるというものだった。全曲とも秋元が作詞し、後藤次利が作曲を担当、全49曲が製作された。
1巡目終了後の2004年4月17日、BS2で『おーい、ニッポンスペシャル ふるさとのうたinナゴヤドーム』と題した特別番組が放送され、「県のうた」全49曲を一堂に集めて紹介。同番組の司会は峰竜太と島崎和歌子が務め、ゲストに夏川りみと氷川きよしが出演。秋元康もプロデューサーとして出演した。

### ふるさとラプソディー
初年度2005年3月6日にはBS2で『おーい、ニッポン ラプソディースペシャル〜奏で 歌う ふるさと讃歌〜』と題した特別番組を放送、2004年度に放送した「ふるさとラプソディー」を、楽曲制作の舞台裏等を交えて放送した。司会は本番組の総合司会も務める石澤典夫アナウンサーが担当した。
2巡目では各都道府県ごとに「ふるさとラプソディー」として、その都道府県にゆかりのある著名人が中継先に登場し、地元の楽団（市交響楽団、学校部活動の吹奏楽部、コーラス部、市民によるコーラス等のサークルなど）が県にゆかりのある曲を数曲つなげて生演奏を行うもの。番組終盤で当該会場から生中継を行っていた。
2巡目途中の2006年2月26日にはBS2で『おーい、ニッポンスペシャル ふるさと賛歌』と題した特別番組を放送、2005年度の「ふるさとラプソディー」7曲を、楽曲制作の舞台裏等を交えて放送した。司会は前年に続き石澤アナが担当した。

## 放送時間
- 日曜日（不定期）11:00～11:54、13:00～16:00（中断除く、234分）
  - 11:54～13:00は『気象情報』、『NHKニュース』、『NHKのど自慢』のサイマル放送のため一旦中断される。
  - 1巡目時代は10:00開始で、『NHKニュース7』をはさみ20:00まで放送されていた（のちに終了時間が19:00に変更となる）。
  - 2008年2月まではBSハイビジョンでも11:00～11:57の枠でサイマル放送もしていた。
  - 2008年度（～2009年3月）までは18:00まで放送していたが、2009年度（2009年6月～）より終了が16:00と早くなった。
- 総集編（不定期、土曜日もしくは日曜日）13:00～16:30

変則日程など
- 2000年5月5日（こどもの日）「沖縄県」編は金曜日だったため13:00～22:00（中断19:00～19:30ニュース7）の枠で放送。
- 2003年10月19日「福岡県」編は13:00～20:55（中断19:00～19:20ニュース7）の枠で放送、夜パートでは日本シリーズ「福岡ダイエーホークス（現：福岡ソフトバンクホークス）VS阪神タイガース」第2戦（福岡ドーム（現：福岡PayPayドーム）、BS1で生中継）の試合経過を随時伝えた。
- 2004年1月31日・2月1日の2日間にわたり、1巡目シリーズ最終回となる「東京都」編を放送。1日目はBS2で13:00～19:00（中断なし）、2日目は10:00～19:00のほかBSハイビジョンでも10:00～18:00の枠で放送された。（東京地区では一部、デジタル総合テレビでも放送された）
- 2005年10月1日は「北海道」を取り上げ放送したが、本来は9月4日に生放送する予定だった。（衆議院議員総選挙の運動期間中だったため。これに配慮するかたちでその日は生放送は行わず収録の形式で行われ、2005年10月1日の13：30～18：40に録画放送された。本番組が収録という形になった珍しいパターンである）その翌日には「兵庫県」編の放送があるため2日連続で「おーい、ニッポン」の放送が行われた。

## タイトルの遍歴
- 1巡目（1998～2003）「おーい、ニッポン　今日はとことん（都道府県名）」
- 2巡目（2004～2009）「おーい、ニッポン　私の・好きな・（都道府県名）」

## 1000人のメッセージ
ミニ番組として、放送予定地の住民による地域自慢を兼ねた番組宣伝を放送していた。1回のメッセージは1人あるいは数人で、回を分けて1000人分のメッセージが放送されていた。

## 番組テーマ曲
- 1巡目 「〜hometown〜」歌：NUU 作詞：秋元康 作曲：兼元一也
- 2巡目
  - 「wherever you are...i'm with you」演奏：coba 作曲：coba - オープニングテーマ
  - 「旅立ちのうた」歌：和田アキ子 作詞・作曲：BANANA ICE - エンディングテーマ

## 放送履歴

### 1巡目
左から順に都道府県名、放送日、キャッチコピー（事実上のサブタイトル、放送当時）。
1. 富山県（1998.10.25）- 『たっぷり ゆったり 見ておトク』
2. 高知県（1998.11.29）
3. 秋田県（1999.2.14）- 『秋田は、雪まであったかい。』
4. 大分県（1999.5.2）- 『おおいたの、うらおもてない、おもてなし』
5. 香川県（1999.5.30）- 『日本中が香川をみつめる日がやってくる。』
6. 和歌山県（1999.6.27）- 『太平洋にキッス!』
7. 北海道（1999.8.1）
8. 岡山県（1999.9.5）- 『日本中が岡山をみつめる日がやってくる。』
9. 山形県（1999.10.31）
10. 山梨県（1999.11.23）
11. 三重県（1999.12.12）
12. 千葉県（2000.1.30）
13. 鹿児島県（2000.2.27）- 『おじゃんせ、みやんせ、たもいやんせ!』
14. 静岡県（2000.4.16）
15. 沖縄県（2000.5.5）
16. 山口県（2000.6.4）
17. 兵庫県（2000.7.2）
18. 茨城県（2000.7.30）
19. 青森県（2000.10.15）- 『あずまし ふるさと りんご色』
20. 岐阜県（2000.11.26）
21. 熊本県（2000.12.17）- 『ばってん・くまもと』
22. 栃木県（2001.1.28）
23. 福島県（2001.2.25）- 『あったか ふっくら うつくしま』
24. 佐賀県（2001.4.15）- 『掘れば掘るほど』
25. 埼玉県（2001.5.6）- 『多彩珠』
26. 滋賀県（2001.6.3）- 『「えぇモン」は琵琶湖だけやない!』
27. 神奈川県（2001.8.5）- 『青春がいっぱい!』
28. 北海道・道東（2001.9.2）- 『21世紀のフロンティアスピリット』
29. 岩手県（2001.10.7）- 『いきいきわくわくわんこもり』
30. 福井県（2001.12.2）- 『美味さも情けも満福井!』
31. 宮崎県（2001.12.23）- 『来んね、こんね、太陽いっぱい宮崎県』
32. 徳島県（2002.3.3）- 『徳島とくします宣言』
33. 長崎県（2002.4.14）- 『見せます!魅せます!長崎の春』
34. 石川県（2002.5.5）- 『百万石の殿様気分』
35. 奈良県（2002.6.2）- 『あなたを一日奈良づけ』
36. 群馬県（2002.8.4）- 『ここはふるさとテーマパーク』
37. 宮城県（2002.9.1）- 『今日は 宮城で王国気分!』
38. 長野県（2002.10.6）- 『大きい秋 み〜つけた。』
39. 大阪府（2002.11.3）- 『大阪人の心を結集「巨大お好み焼」を焼く』
40. 広島県（2002.12.8）- 『かがやけ!お好みランド』
41. 北海道（2003.2.2）- 『冬こそ“ほくほく”北海道』
42. 愛媛県（2003.2.23）- 『伊予の国 心ほのぼの みかん色』
43. 島根県（2003.6.1）- 『日本再発見!あなたと島根を縁結び』
44. 新潟県（2003.8.10）- 『生活天国・生活大国』
45. 愛知県（2003.9.28）- 『あ、いちばんがいっぱい』
46. 福岡県（2003.10.19）- 『来々福々 人情あつあつ!』
47. 京都府（2003.11.23）- 『みやびにくちづけ』
48. 鳥取県（2003.12.21）- 『こころ湯ったり 旬感とっとり』
49. 東京都-前編（2004.1.31）- 『ふるさとの"夢"せいぞろい』
50. 東京都-後編（2004.2.1）- 『ワクワク"TOKYO"再発見』

### 2巡目
1. 佐賀県（2004.3.7）：テーマ『2度と忘れられないようにしてあげます SAGA』
2. 秋田県（2004.4.25）：テーマ『ゆっくり ゆったり よってたんせ』
3. 香川県（2004.5.30）：テーマ『風薫る 瀬戸の都に おいでまい』
4. 静岡県（2004.6.20）：テーマ『茶の国・湯の国・花の国』
5. 山形県（2004.8.8）：テーマ『温泉王国 まるかじり』
6. 山梨県（2004.9.5）：テーマ『ここは日本のトスカーナ?』
7. 和歌山県（2004.10.10）：テーマ『自然 ぬくもり いやしの紀の国』
8. 熊本県（2004.11.7）：テーマ『もっこす わさもん おてもやん 火の国よかとこ 見てはいよ』
9. 群馬県（2005.2.6）：テーマ『風が伝えるぬくもり 気分は上州気流』
10. 青森県（2005.5.1）：テーマ『はじけろ“じょっぱり”パワー!』
11. 岡山県（2005.5.29）：テーマ『でぇれぇで〜 あたらし なつかし 晴れの国』
12. 岩手県（2005.7.3）：テーマ『イーハトーブへようこそ!』
13. 北海道（2005.10.1）：テーマ『チャレンジ・スピリット 〜挑戦者魂』
14. 兵庫県（2005.10.2）：テーマ『パワー・オブ・ドリームズ 〜夢追いかけて〜』
15. 長崎県（2005.11.6）：テーマ『新発見!"わからん（和華蘭）国"長崎』
16. 山口県（2005.12.4）：テーマ『みんなちがって、みんないい』
17. 三重県（2006.4.9）：テーマ『春は伊勢路から』
18. 神奈川県（2006.6.4）：テーマ『新・開港時代〜挑戦者たち〜』
19. 石川県（2006.9.9）：テーマ『未来へつなぐ伝統』
20. 茨城県（2006.10.1）：テーマ『いばらき漫遊☆夢飛行』
21. 大分県（2006.12.3）：テーマ『豊の国“オンリーワン”宣言!』
22. 徳島県（2007.2.4）：テーマ『水がはぐくむ 阿波の国』
23. 新潟県（2007.6.3）：テーマ『水がはぐくむ食と文化 うるおいの国 新潟県』
24. 埼玉県（2007.9.2）：テーマ『夢行きかう道の国☆埼玉』
25. 島根県（2007.10.7）：テーマ『知られざる日本の面影 しまね』
26. 岐阜県（2007.11.4）：テーマ『山河の恵み 体験!満喫!』
27. 愛媛県（2007.12.2）：テーマ『愛しきマドンナの国、愛媛』
28. 宮崎県（2008.2.10）：テーマ『てげあち〜!太陽の国☆宮崎』
29. 福島県（2008.4.20）：テーマ『百花繚乱 はま・なか・あいづ 』
30. 京都府（2008.6.1）：テーマ『魅せます!古都千年の底力』
31. 栃木県（2008.10.5）：テーマ『とちぎ 実力派 宣言!』
32. 鹿児島県（2008.11.2）：テーマ『"あつい"がいっぱい!鹿児島県』
33. 東京都（2009.3.1）：テーマ『東京 出会い輝くまち!』
34. 鳥取県（2009.6.7）：テーマ『再発見! ♪忘れがたき故郷♪』
35. 千葉県（2009.10.11）：テーマ『"都会で田舎"が自慢です!』
36. 高知県（2009.11.8）：テーマ『こじゃんと みせましょ 龍馬の土佐』

## 県のうた一覧
全曲が作詞：秋元康、作曲：後藤次利。
- 1.ヒスイ海岸（富山県）　歌：きときと
- 2.五色石（高知県）　歌：武島秀子
- 3.きみまちざか（秋田県）　歌：草飼洋幸＆石成彩
- 4.ふぐ温泉（大分県）　歌：佐藤京子
- 5.オリーブの伝説（香川県）　歌：藤村陽子とPINKMOON
- 6.もじけた夏（和歌山県）　歌：Soul Noker
- 7.Return（北海道）　歌：副島達明＆安島克行
- 8.すねぼんさん（岡山県）　歌：松尾美鈴
- 9.N・DA（山形県）　歌：GRACE
- 10.切ない果実（山梨県）　歌：AMOUR
- 11.真珠のように（三重県）　歌：LA PERLA
- 12.落花生のうた（千葉県）　歌：ばんじィ
- 13.桜島（鹿児島県）　歌：Protein
- 14.あの日のインターチェンジ（静岡県）　歌：24carat
- 15.デイゴの花（沖縄県）　歌：Lia
- 16.ここで生まれて（山口県）　歌：Harb 2 Candy
- 17.しゃんとせえ（兵庫県）　歌：浜田健彦
- 18.千波湖（茨城県）　歌：片根智恵&加藤木章江
- 19.青い森（青森県）　歌：Snowball
- 20.NAGARA　RIVER（岐阜県）　歌：gift
- 21.からしれんこんの野望（熊本県）　歌：カズ＆鉄
- 22.忘れじの桜杉（栃木県）　歌：IROHA
- 23.こめら（福島県）　歌：HAPPY ISLAND
- 24.とぜんなかのムツゴロウ（佐賀県）　歌：坂井良知
- 25.路傍の石になりたい（埼玉県）　歌：ON THE WITHER LAWN
- 26.琵琶湖の2人（滋賀県）　歌：メリーフェローズ
- 27.賞味期限の恋だから（神奈川県）　歌：田中弘幸　ギター：徳田章アナウンサー
- 28.シマフクロウ（北海道・道東）　歌：LEAD
- 29.オライノエ（岩手県）　歌：尾川馨
- 30.水仙岬（福井県）　歌：戸田智江
- 31.ひとりごと（宮崎県）　歌：下浦ひとみ
- 32.あるでないで（徳島県）　歌：Uzu
- 33.出島物語（長崎県）　歌：shake
- 34.香林坊節（石川県）　歌：父×2（たぁ～た～ず）
- 35.奈良へ（奈良県）　歌：ハモ・ル・ナラ
- 36.かみなりだんべえ！（群馬県）　歌：イナズマ・クローバー
- 37.今日もいい日でよかった。（宮城県）　歌：Green☆☆leaves
- 38.君とここで暮らしたい（長野県）　歌：藤森敬一
- 39.お好み焼ファンキーソウル（大阪府）　歌：Soul Powers
- 40.歌い継がれるLove Song（広島県）　歌：若狭愛
- 41.雪（北海道）　歌：松木佐和子
- 42.世界で一番　広い空（愛媛県）　歌：ラ・プリ
- 43.だんだん（島根県）　歌：ロッカ（現在の六子（土江六子）と、美女木ジャンクション・ねーさん（下問晶子）のフォークデュオ）この最終オーディションには、六子の実弟で現在の遊吟の土江卓も出場していた。
- 44.いつでもここで（新潟県）　歌：佐藤昌史
- 45.いんちゃんほい（愛知県）　歌：あい・ティーンズ
- 46.博多夫婦道（福岡県）　歌：福*福
- 47.京都の喫茶店（京都府）　歌：みやこもり
- 48.永遠の風紋（鳥取県）　歌：りんりん娘
- 49.東京タワー（東京都）　歌：HEARTS

## CD

### シングル
- 富山県の歌「ヒスイ海岸」/高知県の歌「五色石」（1999年4月発売）
- 秋田県の歌「きみまちざか」/大分県の歌「ふぐ温泉」（1999年6月発売）
- 香川県の歌「オリーブの伝説」/和歌山県の歌「もじけた夏」（1999年8月発売）
- 北海道の歌「Return」/岡山県の歌「すねぼんさん」（1999年10月発売）
- 山形県の歌「N・DA」/山梨県の歌「切ない果実」（1999年12月発売）
- 三重県の歌「真珠のように」/千葉県の歌「落花生のうた」/鹿児島県の歌「桜島」（2000年4月発売）
- 静岡県の歌「あの日のインターチェンジ」（2000年4月発売）
- 沖縄県の歌「デイゴの花」（2000年5月発売）
- 山口県の歌「ここで生まれて」（2000年6月発売）
- 兵庫県の歌「しゃんとせえ！」（2000年7月発売）
- 茨城県の歌「千波湖」（2000年8月発売）
- 青森県の歌「青い森」（2000年10月発売）
- 岐阜県の歌「NAGARA RIVER」（2000年12月発売）
- 熊本県の歌「からしれんこんの野望」（2001年1月発売）
- 栃木県の歌「忘れじの桜杉」（2001年2月発売）
- 福島県の歌「こめら」（2001年2月発売）

### アルバム
- 全国津々浦々①（北海道・東北・北陸・甲信越）（2003年6月発売）
- 全国津々浦々②（関東・東海・近畿）（2003年6月発売）
- 全国津々浦々③（中国・四国・九州・沖縄）（2003年6月発売）
- 全国津々浦々④（2003年度放送曲）（2004年1月発売）

## 記録
- 2002年11月のNHK大阪放送局新局舎完成1周年を記念して放送された大阪府の回で、世界一のお好み焼き「大阪屋夢八」が大阪城公園の特設ステージにて焼き上げられた。直径8メートルの巨大お好み焼きはギネスブックに申請された。

## エピソード
- 2004年3月7日の2巡目シリーズ第1回の佐賀県編には、同県出身の江頭2:50がVTRで出演した。江頭自らが東京都内に在住する佐賀県出身者を訪問する企画を行っている。芸風的にNHKの番組出演が難しい江頭が「芸人」としてNHKの番組に出演した希有な例である。